# Техасский гофер
Техасский гофер (лат. Gopherus berlandieri) — вид сухопутных черепах из семейства гоферов.

## Описание

### Внешний вид
Размеры панциря взрослых особей колеблются от 15 до 18, изредка 22,2 см. Щитки панциря тёмные, часто почти чёрные, но с заметными желтоватыми пятнами, которые могут исчезать у старых животных.
Новорождённые обычно бывают длиной 40 мм и массой примерно 21 г.

### Распространение и места обитания
Встречается в США и Мексике. В США распространён от южного Техаса на юг до северо-восточной Мексики, где ареал проходит через восточную Коауила и Нуэво-Леон до южного Тамаулипаса и, возможно, крайнего севера Веракрус. Повсюду эта черепаха становится редкой. Возможно, больше всего техасских гоферов в «ломасах» (низких холмах) к западу от Браунвилла в Техасе. В южном Техасе, по данным на 1960 год, максимальная плотность популяции этих черепах была 1 особь на 82 м², минимальная — 1 особь на 430 м².
Предпочитают обитать на пустынных почвах, особенно заросших кустарником.

### Поведение
В отличие от других видов рода этот гофер сам обычно не роет нор (исключение — некоторые популяции на самом севере ареала). Обычно он занимает и приспосабливает для своих нужд норы других животных или полости в почве.
Впадают в зимнюю спячку. Зимуют в своих норах с ноября или декабря по март, при температуре 13—15°С.

### Питание
Техасский гофер растительнояден, основной корм во влажный сезон — трава, а в сухой — кактусы.

### Размножение
Откладывает яйца в тёплые месяцы — с июня по август, возможно с апреля по ноябрь. В кладке 1—3 яйца, обычно всего 1. В неволе в кладке бывает до 3—4 яиц. Температура инкубации 28°С, необходим высокий уровень влажности. Яйца продолговатые, 35 на 50 мм, с твёрдой известковой скорлупой, откладываются в ямку глубиной до 15 см.
Плохо размножается в неволе.

## Техасский гофер и человек
В некоторых частях ареала численность техасских гоферов сильно уменьшилась или они исчезли вовсе. Главная причина — чрезмерный отлов для торговли, в меньшей степени употребление черепах в пищу. Низкая плодовитость животных не позволяет популяциям выдерживать эту нагрузку. Много черепах гибнет на автомагистралях. Необходима защита мест обитания.
Охраняется законом в Техасе, запрещены сбор, продажа, импорт и экспорт черепах.